# Sirokkó Futball Club
Il Sirokkó Futball Club è una squadra ungherese di calcio a 5 con sede ad Abony. 

## Storia
Le origini del Sirokkó Futball Club risalgono all'omonima squadra formata nel 1992 da un gruppo di amici per partecipare ai tornei amatoriali di Abony. Tre anni più tardi, con l'iscrizione al registro, il Sirokkó diventa a tutti gli effetti una società sportiva. Tuttavia, solamente nella stagione 2002-03 la dirigenza iscrive la squadra alle competizioni della MLSZ. Al debutto, il Sirokkó vince immediatamente il proprio girone di Nemzeti Bajnokság II ottenendo la promozione nella massima serie del campionato ungherese di calcio a 5.